# Физкультминутка
Физкультмину́тка (разг. уменьш., от мину́та физкульту́ры, физкульту́рная мину́та) — школьный вид физических упражнений. Состоит из пробуждающих, взбадривающих упражнений (потягивания, упражнения, ускоряющие кровообращение и учащающие дыхание).
Школьные учителя заметили, что когда школьники теряют внимательность, то зевают и потягиваются. В этот момент разумно производить «физкультминутку», чтобы вернуть учеников в учебный процесс и повысить эффективность обучения.
Позднее было решено внедрить «физкультминутки» на производство (черчение, бухгалтерия).
Уменье самому составить, обосновать и провести три «физкультминутки» по пять минут с группой на производстве входило в сдачу умений физкультурного комплекса на получение значка «Готов к труду и обороне» II ступени 1932 года.

## Комплекс
Один из возможных вариантов комплекса упражнений «физкультминутки» в школе был предложен московским физкультурником Б. А. Проппером:
1. Потягивание выпрямленными руками вверх, сидя за партой.
2. Выгибание груди, оперевшись о спинку стула.
3. Вращения туловища («винт»), сидя за партой.
4. Наклоны туловища в стороны («маятник»), сидя за партой.
5. Сидя за партой, вытягивание ног, движения стопами, сгибание ног.

## В искусстве
- В фильме 1978 года «Уходя — уходи» показана «физкультминутка» в бухгалтерии.